# NGC 7275
NGC 7275 (другие обозначения — PGC 68774, UGC 12025, MCG 5-52-19, ZWG 494.25) — спиральная галактика (Sa) в созвездии Пегас.
Этот объект входит в число перечисленных в оригинальной редакции «Нового общего каталога».